# Panajot Wolow

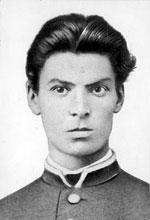
Panajot Wolow

Panajot Wolow (* 1850 in Schumen; † 26. Mai 1876 bei Bjala) war ein bulgarischer Freiheitskämpfer. Er war einer der Führer des Aprilaufstandes von 1876.

## Gedenken
Das Haus in Schumen, in dem Wolow aufgewachsen ist, wurde im Jahr 1966 restauriert und in ein Museum umgewandelt. Außerdem gibt es in seinem Heimatort ein Stadion, das seinen Namen trägt und das der Fußballverein FK Shumen 2010 nutzt. In Sofia und weiteren Städten Bulgariens wurden Straßen nach Wolow benannt. Ferner ist er Namensgeber für den Volov Peak, einen Berg im Grahamland in der Antarktis. Am 15. Oktober 2021 wurde ein Asteroid nach ihm benannt: (445308) Volov.